# (667522) 2011 MV11
(667522) 2011 MV11 est un transneptunien faisant partie du disque des objets épars, de magnitude absolue 6,15 son diamètre est estimé à 230 km.